# Sito Pons
Alfonso Pons Ezquerra, más conocido como Sito Pons (9 de noviembre de 1959, Barcelona), es un expiloto de motociclismo español, 2 veces campeón del mundo de 250cc, en 1988 y 1989, con Honda Racing Corporation, Estudió Arquitectura en la Universidad de Barcelona. Casado y con tres hijos, Axel, Edgar y Lucas. 
Junto a su mánager Manolo Burillo Pacheco y el ingeniero Antonio Cobas crearon la motocicleta de competición Kobas. Pons es notable por ganar [dos campeonatos del mundo en 250cc con Honda de manera consecutiva en 1988 y 1989 siendo el primer piloto Español en conseguirlo desde la creación del Campeonato del Mundo de la FIM en 1949.
Después de retirarse de la competición, Pons creó el Equipo Honda Pons Racing en MotoGP, que estuvo forzado a disolver por falta de financiación en [2006], el equipo fue el mejor equipo privado de la historia hasta ese momento, y es recordado por sus decoraciones icónicas con West y Camel. 
Pons fue durante su etapa activa en la competición represéntante de pilotos ante la [FIM], después fue CEO y Presidente de IRTA (international Riders and Teams Association) 1996-2005 representando a los Pilotos y Equipos del Campeonato del Mundo de MotoGP.
Pons también se dedicó a las carreras de Coches alineando su Equipo en la competición World Series by Renault, teniendo su sede en el Reino Unido. Su Equipo  ganó el Campeonato en 2004 con Heikki Kovalainen.
En el 2010 regreso a las carreras del Campeonato del Mundo de Moto2 alineando a su hijo Axel Pons y a Sergio Gadea, convirtiéndose a partir de entonces en uno de los mejores equipos, ganando el Campeonato del Mundo de Moto2 en 2013 con [Pol Espargaro], y el Campeonato del Mundo por Equipos en 2019,  por el que pasaron multitud de grandes pilotos en su época de formación, como Fabio Quartararo, Alex Rins, Maverick Viñales, Aleix Espargaro, etc, los cuales  inmediatamente después triunfaron en la categoría de MotoGP.
También formó Equipo en la Categoría de MotoE consiguiendo ganar el Campeonato del Mundo en tres ocasiones con Jordi Torres (2) y Matia Casadei (1).
En 1990 Pons fue galardonado con el Premio Príncipe de Asturiasa los Deportes, por sus logros deportivos y por su ejemplo como deportista. También fue galardonado con la Medalla de Oro de la Real Orden del Mérito Deportivoen 1993.

## Biografía
Su primera victoria fue en 1984 en el Gran Premio de España a lomos de una Kobas 250 cc, En 1985 debutó en el Mundial de 500 con Suzuki del equipo de Roberto Gallina, el Team HB Gallina.
Tras un año discreto volvió a 250 con Honda, siendo subcampeón del Mundo en 1986, tercero en 1987 y se convirtió en el primer campeón del Mundo del motociclismo español en la cilindrada de 250 cc desde el inicio de los campeonatos homologados en (1949) en 1988 y repitió en 1989.
En 1990 fue galardonado con el Premio Príncipe de Asturias del Deporte por sus resultados deportivos, su decisiva intervención en la mejora de imagen del motociclismo nacional e internacional y su labor como delegado de pilotos que mejoró la situación deportiva de los mismos.
Posteriormente corrió en la categoría de 500 con Honda, durante dos años, consiguiendo excelentes resultados en sus primeros Grandes Premios, desde Suzuka (tres quintos y tres sextos) hasta Rijeka en donde sufrió una caída y siendo arrollado posteriormente por el italiano Pierfrancesco Chili lo que le produjo graves daños con catorce costillas rotas y un hemoneumotórax muy grave en el pulmón izquierdo. Las secuelas le produjeron una merma en sus condiciones en el año siguiente 1991 hasta que decidió abandonar dejando su equipo y moto a Alex Crivillé, pasando a ser su mánager.
Siguió como director de equipo en su propia escudería, Pons Racing, y entre otros corrieron para él Alex Crivillé, Carlos Checa, Alberto Puig, John Kocinski, Loris Capirossi, Alex Barros, Max Biaggi, Héctor Barberá, Sergio Gadea, Aleix Espargaró y su propio hijo Axel Pons.
Pon retiró su Equipo de la competición en 2023 Pons Racing.

## Resultados en el Campeonato del Mundo
Sistema de puntuación desde 1969 hasta 1987:
| Posición | 1.º | 2.º | 3.º | 4.º | 5.º | 6.º | 7.º | 8.º | 9.º | 10.º |
| Puntos   | 15  | 12  | 10  | 8   | 6   | 5   | 4   | 3   | 2   | 1    |

Sistema de puntuación desde 1988 hasta 1991:
| Posición | 1.º | 2.º | 3.º | 4.º | 5.º | 6.º | 7.º | 8.º | 9.º | 10.º | 11.º | 12.º | 13.º | 14.º | 15.º |
| Puntos   | 20  | 17  | 15  | 13  | 11  | 10  | 9   | 8   | 7   | 6    | 5    | 4    | 3    | 2    | 1    |

### Carreras por año
(Carreras en negrita indica pole position, carreras en cursiva indica vuelta rápida)
| Año  | Cat.  | Equipo       | 1       | 2       | 3       | 4       | 5       | 6       | 7       | 8       | 9       | 10      | 11      | 12      | 13    | 14     | 15      | Pts. | Pos. |
| ---- | ----- | ------------ | ------- | ------- | ------- | ------- | ------- | ------- | ------- | ------- | ------- | ------- | ------- | ------- | ----- | ------ | ------- | ---- | ---- |
| 1981 | 250cc | Siroko-Rotax | ARG -   | ALE -   | NAC -   | FRA Ret | ESP Ret | NED -   | BEL 7   | RSM Ret | GBR 16  | FIN Ret | SUE -   | CHE -   |       |        |         | 4    | 28.º |
| 1982 | 250cc | Kobas-Rotax  | FRA Ret | ESP Ret | NAC -   | NED 12  | BEL 13  | YUG Ret | GBR Ret | SUE -   | FIN 3   | CHE 4   | RSM Ret | ALE -   |       |        |         | 18   | 15.º |
| 1983 | 250cc | Kobas-Rotax  | RSA 15  | FRA 13  | NAC Ret | ALE 9   | ESP 4   | AUT Ret | YUG -   | NED -   | BEL -   | GBR DNS | SUE -   |         |       |        |         | 10   | 18.º |
| 1984 | 250cc | Kobas-Rotax  | RSA 3   | NAC Ret | ESP 1   | AUT 3   | ALE Ret | FRA Ret | YUG 5   | NED 15  | BEL 2   | GBR 6   | SUE 9   | RSM 5   |       |        |         | 66   | 4.º  |
| 1985 | 500cc | HB-Suzuki    | RSA 8   | ESP 9   | ALE 9   | NAC Ret | AUT Ret | YUG 11  | NED Ret | BEL 15  | FRA 7   | GBR Ret | SUE Ret | RSM 11  |       |        |         | 11   | 13.º |
| 1986 | 250cc | Campsa-Honda | ESP 3   | NAC 5   | ALE Ret | AUT 5   | YUG 1   | NED 3   | BEL 1   | FRA 2   | GBR 3   | SUE 2   | RSM 2   |         |       |        |         | 108  | 2.º  |
| 1987 | 250cc | Campsa-Honda | JAP 2   | ESP 9   | ALE 7   | NAC 5   | AUT 4   | YUG 8   | NED 3   | FRA 4   | GBR 7   | SUE Ret | CHE 4   | RSM 3   | POR 5 | BRA 2  | ARG 1   | 108  | 3.º  |
| 1988 | 250cc | Campsa-Honda | JAP 2   | USA 2   | ESP 1   | EXP Ret | NAC 2   | ALE 2   | AUT 5   | NED 6   | BEL 1   | YUG 1   | FRA 2   | GBR 4   | SUE 1 | CHE 2  | BRA 3   | 231  | 1.º  |
| 1989 | 250cc | Campsa-Honda | JAP 2   | AUS 1   | USA 4   | ESP 2   | NAC 1   | ALE 1   | AUT 1   | YUG 1   | NED 2   | BEL 2   | FRA 3   | GBR 1   | SUE 1 | CHE 4  | BRA 4   | 262  | 1.º  |
| 1990 | 500cc | Campsa-Honda | JAP 5   | USA Ret | ESP 6   | NAC 6   | ALE 5   | AUT 6   | YUG NC  | NED Les | BEL Les | FRA Les | GBR Les | SUE Les | CHE 7 | HUN 10 | AUS 7   | 76   | 10.º |
| 1991 | 500cc | Campsa-Honda | JAP 8   | AUS Ret | USA Ret | ESP -   | ITA -   | ALE -   | AUT -   | EUR 11  | NED 10  | FRA 9   | GBR Ret | RSM Ret | CHE 9 | LMA 9  | MAL Ret | 40   | 14.º |

## Premios
- Premio al “Mejor Piloto Español” otorgado por “Solo Moto” en 1983, 1984, 1986 y 1988.
- Premio al “Deportista más internacional” otorgado por el “El Mundo Deportivo” en 1986, 1988.
- Premio al “Mejor Deportista del Año” otorgado por “Marca” en 1989.
- Premio Príncipe de Asturias de los Deportes en 1990.
- Premio “Relaciones públicas de España” en 1991.
- Premio “Relaciones públicas de Cataluña” en 1991.
- Medalla de Oro de la Real Orden del Mérito Deportivo, otorgada por el Consejo Superior de Deportes (1994)[3]

| Predecesor: · Severiano Ballesteros · España | 4.º Premio Príncipe de Asturias de los Deportes 1990 | Sucesor: · Sergéi Bubka · Ucrania |